# Louise Bourgeois (plasticienne)
Pour les articles homonymes, voir Bourgeois et Louise Bourgeois.
Louise Bourgeois, née à Paris le 25 décembre 1911 et morte à New York le 31 mai 2010, est une sculptrice, une dessinatrice, une graveuse et une plasticienne française, naturalisée américaine.
Elle est surtout connue pour sa sculpture et ses installations monumentales. Elle explore des thèmes tels que l'univers domestique, la famille, le corps, notamment les organes sexuels, tout en abordant une approche qui se traduit comme une manifestation des subconscients et la réactivation de souvenirs de son enfance. Elle est proche des mouvements expressionnistes abstraits et du surréalisme, ainsi que du mouvement féministe, mais reste toute sa vie non affiliée à une mouvance particulière.
Bien que née en France, Louise Bourgeois a passé l'essentiel de sa  carrière artistique à New York, où elle s'est installée en 1938 après avoir épousé l'historien d'art américain Robert Goldwater (1907-1973).
Son travail d'artiste est reconnu tardivement et elle est considérée comme particulièrement influente sur les générations d'artistes ultérieures, surtout féminines. Elle est actuellement considérée comme la sculptrice la plus importante d'Amérique.

## Biographie

### Enfance
Louise Bourgeois est la deuxième fille de Louis Isidore Bourgeois (1884-1951) et de Joséphine Valérie Fauriaux (1879-1932). Son prénom, Louise, selon ses dires, est choisi par sa mère en hommage à Louise Michel, personnalité historique de la Commune de Paris. La famille habite à Choisy-le-Roi, dans la banlieue parisienne jusqu'en 1919, date à laquelle elle emménage au 11-13 rue d'Orléans ou Grande rue, aujourd'hui avenue de la Division-Leclerc, à Antony dans les Hauts-de-Seine.
Ses parents sont restaurateurs de tapisseries anciennes. Son père Louis Bourgeois tient une galerie au 174, boulevard Saint-Germain à côté du Café de Flore. Il y vend des tapisseries d'Aubusson et des Gobelins. Dans leur atelier de la maison familiale de Choisy, la mère de Louise Bourgeois, Joséphine Fauriaux, dirige la restauration et le retissage des tapisseries abîmées. Durant sa jeunesse, Louise Bourgeois commence à aider ses parents pour les dessins des tapisseries et à faire les pieds manquants ainsi que d'autres motifs lorsque le dessinateur Richard Guino était absent. Ce travail de dessin est son premier contact avec l'art : « Quand mes parents m'ont demandé de remplacer M. Richard Guino, cela a donné de la dignité à mon art. C'est tout ce que je demandais. »[réf. nécessaire]
Les grands-parents paternels vivent dans une ferme à Clamart, et la famille y passe les dimanches. Les grands-parents maternels sont originaires d'Aubusson et la grand-mère de Louise Bourgeois avait son atelier de tapisserie. Ils sont adeptes des philosophes des Lumières, ainsi que de Louise Michel et des communards.
En 1982, elle publie dans le magazine d'art américain Artforum un récit illustré de photographies de son enfance, intitulé Child Abuse, dont l'esthétique est proche de celle des revues surréalistes des années 1930. Elle évoque dans ce texte un épisode aujourd'hui devenu fondateur dans la critique qui se déploie autour de Louise Bourgeois : au cours de son adolescence, Sadie Gordon Richmond, qui est l'enseignante privée d'anglais des enfants, devient la maîtresse de son père. Elle vit dix ans durant dans la maison familiale et la mère ferme les yeux sur cette relation,. C'est ainsi seulement à partir des années 1980 que les lectures à la fois biographiques et psychanalytiques vont profondément orienter la lecture de l'œuvre de Louise Bourgeois, elle-même parlant de son travail sur le modèle de l'association libre.

### Formation
Louise Bourgeois est élève au lycée Fénelon à Paris. Selon Xavier Girard, elle y accumule les prix d'excellence et les zéros de conduite et est « douée pour les maths et la géométrie descriptive, grande lectrice, passionnée de peinture et musique, sportive. » Après avoir obtenu son baccalauréat dans ce lycée en 1932, elle étudie les mathématiques supérieures de géométrie à la Sorbonne, espérant trouver ainsi un ordre et une logique dans sa vie. Bourgeois s'écarte des mathématiques, trop théoriques à son goût : « Pour exprimer des tensions familiales insupportables, il fallait que mon anxiété s'exerce sur des formes que je pouvais changer, détruire et reconstruire », dit-elle[réf. nécessaire].
Elle commence des études d'art à Paris, d'abord aux Beaux-Arts. Après 1932, elle se forme dans les académies libres de Montparnasse et de Montmartre : Colarossi, Ranson, Julian, la Grande-Chaumière et dans les ateliers d'André Lhote, Fernand Léger (l'Académie Moderne), Paul Colin et Cassandre, et dès 1936 à l'École du Louvre.
Plus tard à New York elle s'inscrit aux cours du soir à l'Art Student League et fréquente l'atelier de Vaclav Vytlacil (en).

### Vie familiale
Après la Première Guerre mondiale, elle accompagne sa mère Joséphine Bourgeois en cure thermale, car celle-ci, qui a contracté la grippe espagnole en 1918, souffre d'emphysème. En hiver, la famille habite à Nice de 1929 à 1932, dans la villa Pompeiana sur la colline de Cimiez. Elles ont pour voisin le peintre Pierre Bonnard, qui a acheté en 1926 la villa Le Bosquet au Cannet. Au chevet de sa mère mourante, Louise Bourgeois passe son bac par correspondance. Joséphine Bourgeois meurt des suites de sa maladie en 1932.
De 1936 à 1938, elle habite à Paris au 31, rue de Seine, juste à côté de la galerie d'André Breton. Elle ouvre une galerie vendant des tableaux de Eugène Delacroix, Henri Matisse, Odilon Redon et Pierre Bonnard. En 1937, elle rencontre l'historien d'art américain Robert Goldwater. Elle l'épouse et s'installe avec lui à New York dès l'année suivante. C'est là qu'elle entre en relation avec le milieu des surréalistes, dont la plupart ont quitté la France pour les États-Unis pendant la Seconde Guerre mondiale et présente sa première exposition personnelle en 1945.
Elle a trois fils : Michel qu'elle adopte en France en 1939 à l'âge de 3 ans, Jean-Louis né en 1940 et Alain né en 1941. À cette époque elle souffre du mal du pays, ce qui a des répercussions dans son œuvre. Elle déménage avec sa famille au 142 East 18th Street (en) dans les Stuyvesant Apartments (en). Cet immeuble accueille des artistes ainsi que leurs familles et dispose d'ateliers sur son toit. Le couple achète une maison dans le Connecticut pour les vacances d'été.
Elle participe activement dans les années 1960 aux revendications du mouvement féministe.

### Psychanalyse
En 1951, à la mort de son père, elle entame une psychanalyse qui dure près de 30 ans, tout d'abord avec Leonard Camer, puis avec Henry Lowenfeld,. Elle tente notamment de surmonter la souffrance qu'a causé en elle le fait de découvrir que son père trompait sa mère avec sa gouvernante et enseignante d'anglais. Elle voit son psychanalyste quatre fois par semaine, ce qui ne sera révélé qu'en 2007 avant sa rétrospective au Tate Modern. À la mort de son analyste, après 30 années de cure psychanalytique, elle est très au fait des théories psychanalytiques et elle écrira même un essai, en 1990, intitulé Freud's Toy.

« La vérité est que Freud n'a rien fait pour les artistes, ni pour le problème de l'artiste, le tourment de l'artiste — être artiste implique une certaine souffrance. C'est pourquoi les artistes se répètent — parce qu'ils n'ont pas accès à un remède,, »

Elle vit dans le quartier de Chelsea à New York, où elle meurt le 31 mai 2010.

### Féminisme
Entre les années 1960 et 1982, Louise Bourgeois soutient de jeunes artistes femmes et participe à des expositions militantes de feminist art organisées par le Mouvement de libération des femmes (MLF). Pour autant, elle ne se revendique pas comme féministe : « Je suis une femme, je n'ai donc pas besoin d'être féministe » déclare-t-elle dans un entretien avec Jacqueline Caux en 2003,.
Sa dernière installation majeure, le Mémorial de Steilneset, commémore les femmes persécutées et exécutées durant les (procès des sorcières de Vardø en Norvège.

### Distinctions
Les insignes de chevalier de la Légion d'honneur lui sont remis le 21 septembre 2008 à New York par Nicolas Sarkozy, président de la République française.

## Œuvre
Louise Bourgeois a travaillé particulièrement sur les thèmes de la maternité, de la sexualité, de la famille et de la mémoire. Ses œuvres évoquent l'universalité, les relations entre les êtres, l'amour et la frustration entre des amants ou les membres d'une même famille, ainsi que l'érotisme. Elle connaît un succès tardif.

### Les débuts: les «femmes maisons»
C'est à New York, dès les années 1940, que Louise Bourgeois commence sa carrière d'artiste.
Depuis ses premiers dessins, peintures et gravures, son œuvre se centre sur le sujet de la procréation, de la naissance et de la maternité, et de l'autoportrait. Le thème prédominant de cette période prend la forme de « femmes-maisons », mêlant le corps à l'architecture, l'organique au géométrique : buste en brique, maison à colonnes sur les épaules, cage thoracique en forme d'escaliers et de portes. Mais le fil rouge de son œuvre est le phallus (le père), qu'elle baptise « fillette » et l'araignée (la mère). Selon Louise Bourgeois elle-même, l'araignée représente la mère, « parce que ma meilleure amie était ma mère, et qu'elle était aussi intelligente, patiente, propre et utile, raisonnable, indispensable qu'une araignée ». L'araignée est pour elle le symbole des tapisseries que réparait sa mère (toile de l'araignée) et de tout ce qui s'y rapporte : aiguilles, fils.
Dans cette série de peintures l'artiste explore la relation qu'une femme peut entretenir avec son espace domestique. Les têtes des femmes sont remplacées par des maisons, ce qui isole leur corps du monde extérieur et instaure la prééminence de la sphère domestique.

### Les totems: années 1950
Dès 1947 Louise Bourgeois se met à sculpter des figures longitudinales en bois qu'elle appelle des personnages. Ils ont l'aspect de totems sinueux et lisses,, d'inspiration surréaliste. Ils s'inscrivent dans la verticalité et la fragilité, mais aussi dans l'interactivité, renvoyant à la difficulté que les humains ont à rester. À cette époque, Louise Bourgeois souffre du mal du pays sa famille et ses amis lui manquent depuis son déménagement à New York. Ses totems mis en scène groupés lui permettent d'exorciser cette souffrance, son œuvre s'inscrivant dans une relation des personnages mis en scène dans le groupe et dans l'environnement. L'artiste aborde son travail aussi dans une dimension quasi thérapeutique. Elle s'intéresse à la psychanalyse et a lu les ouvrages de Charcot.

### Le corps
Entre 1967 et 1968 Louise Bourgeois met en scène des organes sexuels féminins et masculins dans son œuvre : des pénis dans sa sculpture de 1968 intitulée Fillette et immortalisée en 1982 par Robert Mapplethorpe dans une photographie de l'artiste avec son œuvre qu'elle porte sous le bras et dans Janus in Leather Jacket, 1968, ou encore des clitoris dans Femmes Couteau de 1970. Les matières utilisées pour commencer, sont le marbre et le bronze, matières qu'elle délaisse par la suite pour le plâtre qu'elle recouvre de latex ou de plastique, de cire, ou de résine.

### Destruction du père
Destruction of the Father (Destruction du père) (1974) est une exploration biographique et psychologique de la domination du père. La pièce est une installation dans une pièce ressemblant à un utérus. Faite de latex, bois tissus avec une lumière rouge, Destruction of the Father est la première œuvre dans laquelle elle utilise des matières malléables à grande échelle. En entrant dans l'installation, le public captif se tient devant une scène de crime. Mis en scène dans une salle à manger stylisée (avec une chambre à coucher) les enfants figurés de manières abstraite d'un père omnipotent se sont rebellés et l'ont assassiné puis mangé.
L'artiste exorcise et recrée son passé dans son œuvre pour pouvoir, en quelque sorte, régler ses comptes avec les humiliations subies pendant son enfance. Son père moqueur et humiliant est transformé en sphinx géant doté de deux seins à qui l'on coupe la tête dans une cave qui est remplie de phallus et de mamelles. Dans une interview au New York Times, elle déclare que la chose la plus importante qu'elle ait dite est : « L'art nous permet de rester sains d'esprit ». « En tant qu'artiste, je suis quelqu'un de puissant. Dans la vie réelle, j'ai l'impression d'être une souris derrière un radiateur »

### Cells
Dans les dernières années de sa vie Louise Bourgeois produit deux séries d'installations qu'elle intitule Cells. Beaucoup de ces installations sont des enceintes dans lesquelles le public est invité à regarder un arrangement d'objets symboliques; d'autres sont de petites pièces dans lesquelles le public est invité à pénétrer. Dans ces œuvres, Louise Bourgeois utilise des formes sculpturale reprises de formes antérieures de son œuvre, ainsi que des objets trouvés et des effets personnels détenteurs d'une forte charge émotionnelle pour l'artiste.
Les Cells reproduisent des états psychologiques et intellectuels, principalement la peur et la douleur. Louise Bourgeois y représente une multitude de thématiques et problématiques rattachées à son vécu. Cela est le cas pour l'une d'elles notamment, installation sculpturale incluant une maquette de la maison familiale et une guillotine, au sujet de laquelle l'artiste a dit que « ce sont les gens qui se guillotinent dans leur propre famille »

### Gravure
Louise Bourgeois s'intéresse à la gravure pendant la première et la dernière phase de sa carrière d'artiste : dans les années 1930 et les années 1940, quand elle arrive à New-York et plus tard quand son travail commence à être reconnu. Au début, elle produit des gravures sur une petite presse chez elle, ou dans le célèbre Atelier 17. Cette période est suivie d'une longue pause, pendant laquelle Louise Bourgeois tourne son attention en direction de la sculpture. Ce n'est qu'à partir de ses soixante dix ans qu'elle commence à refaire de la gravure, encouragée par des maisons d'éditions spécialisée dans le domaine de la gravure. Elle réinstalle alors sa vieille presse, et en ajoute une deuxième, tout en travaillant en collaboration avec des graveurs et graveuses qui venaient chez elle. Une phase active commence alors pour elle dans le domaine de la gravure, qui dure jusqu'à la fin de sa vie. Elle crée environ 1 500 estampes au total.
En 1990, Louise Bourgeois décide de faire don des archives de son œuvre gravé au Museum of Modern Art (MoMA). En 2013, le musée lance un catalogue raisonné en ligne de ses gravures. Le site se concentre sur le processus créatif et place les estampes et livres illustrés de l'artiste dans le contexte de sa production globale en incluant des travaux associés sur d'autres supports mais avec des thèmes identiques. En 2014-2015, l'institution organise la première exposition de gravures de l'artiste, The Prints of Louise Bourgeois.
En 1997, dans le cadre d'une commande publique, elle a réalisé pour la Chalcographie du Louvre une gravure au burin, pointe sèche, eau-forte et aquatinte intitulée Lacs de Montagne.

### La consécration dans les années 1970
Travaillant à l'écart de la scène artistique, elle présente peu d'expositions personnelles jusqu'à ce qu'un vif intérêt se manifeste pour son travail dans les années 1970. Le développement de son œuvre prend alors un tour entièrement nouveau. Non seulement des thèmes jusqu'alors latents — la féminité, la sexualité, la famille, l'adolescence, la solitude — deviennent omniprésents, mais la manière de les traiter est entièrement renouvelée, avec des sculptures-installations réalisées avec des matériaux et des objets très variés, parfois personnels,.
Elle imprègne ses œuvres, notamment sculpturales, de cette veine psychique, issue de ses traumas personnels. Pleinement consciente de cette dimension de son œuvre, elle est toutefois très éloignée des représentations littérales qui caractérisaient, en particulier, le surréalisme dans leur rapport à l'inconscient, et a ouvert en ce sens une voie très avant-gardiste de l'art contemporain. Ses sculptures monumentales d'araignées, mères fileuses et protectrices, constructions oniriques, en sont un des exemples les plus connus.

### Expositions
En 1982-1983, le Museum of Modern Art lui consacre une première exposition rétrospective à New York.
À Paris, le Centre Pompidou organise, du 5 mars au 2 juin 2008, en collaboration avec la Tate Modern de Londres, une exposition de plus de 200 œuvres (peintures, sculptures, dessins, gravures, objets), rétrospective de l'œuvre de Bourgeois. À la même époque, le photographe Jean-François Jaussaud prend des photographies de l'artiste pour publication dans le magazine Connaissance des arts.
En 1990-1991, elle est exposée à la fondation Antoni Tàpies à Barcelone.
La rencontre avec Tracey Emin peu avant sa mort assura l'achèvement des 16 œuvres inachevées. Le résultat de ses travaux est présenté à la Hauser & Wirth Gallery de Londres.
Du 18 mars au 4 septembre 2016, le musée Guggenheim de Bilbao présente l'exposition la plus complète jamais réalisée des cells, intitulée « Structures de l'existence : les cellules ».

### Les livres d'artiste en textile
L'artiste entretenait un rapport privilégié avec le textile et les travaux d'aiguille, en rapport avec son enfance, durant laquelle elle était chargée de réparer les tapisseries pour aider ses parents tapissiers. Adulte, l'artiste cristallisa cette notion de « réparation » et continua à l'associer à la couture. Pour elle, ce fut également un moyen d'exprimer dans son travail artistique la manière dont les membres d'une même famille — et notamment de sa propre famille — tissent des liens, les défont, et tentent de les réparer.
C'est à la fin de sa vie, à partir des années 1990, que l'utilisation de matériaux textiles va occuper une place prépondérante dans l’œuvre de l'artiste. Notamment avec son installation Pink Days and Blue Days, suspension de vieux vêtements chinés d'adulte et d'enfant sur une structure en acier, sur des os faisant office de cintres. Ce qui la conduira, dès 2001, à entreprendre des projets de livres d'artistes textiles.
Le site du MomA répertorie très précisément cette partie du travail de l'artiste. On peut y consulter les planches scannées des livres textiles illustrés et imaginés par Louise Bourgeois, parfois en collaboration avec d'autres artistes, poètes, écrivains.
Louise Bourgeois collabore avec Paulo Herkenhoff (pt), qui écrit le texte pour son livre The Laws of Nature, et avec l'artiste et écrivain Gary Indiana pour To Whom It May Concern qui écrit des poèmes en prose, des méditations sur la sexualité, les relations, la corporéité, mis en lien avec des gravures de Bourgeois.
Figurent également dans le catalogue du MomA, le nombre d'exemplaires édités de chaque ouvrage, ainsi que leur mode d'impression et de fabrication. En effet, en fonction du propos de chacun de ses livres, l'artiste a utilisé le medium textile d'une manière différente.
Son livre Ode à l'oubli est le premier livre que Louise Bourgeois a créé avec la technique de collage de textiles. Les pages sont faites à partir d'essuies mains en lin que l'artiste avait conservés de son trousseau de mariage.
Ces serviettes sont brodées du monogramme « LBG » pour « Louise Bourgeois Goldwater » (Goldwater était le nom de son mari), qui fait ici office de signature de l’œuvre.
Quant aux textiles ayant servi à la réalisation des collages, ce sont de vieux vêtements et des articles de ménages qui appartenaient à Louise Bourgeois et qu'elle a découpés. Notons que l'artiste avait engagé une couturière, Mercedes Katz, qui l'a aidée à relier son livre.
En 2003-2004, la maison d'édition Peter Blum Edition (en), NY, publia 25 exemplaires (+14 « hors circuit ») de ce livre. Cette fois-ci, l’exemplaire original n'a pas été scanné. Le processus de réalisation est différent.
Pour réaliser ces exemplaires et faire en sorte qu'ils soient les plus fidèles possibles à l'original, de multiples stratagèmes ont été mis en place. Pour reproduire les tissus de l'original, il a été nécessaire de procéder à des impressions sur d'autres tissus en employant la technique de la lithographie, de l'impression digitale, de la teinture, de la couture, de la broderie. Parfois même, il a fallu chiner des tissus qui ressemblaient le plus possible aux textiles de l'original.

### Œuvres

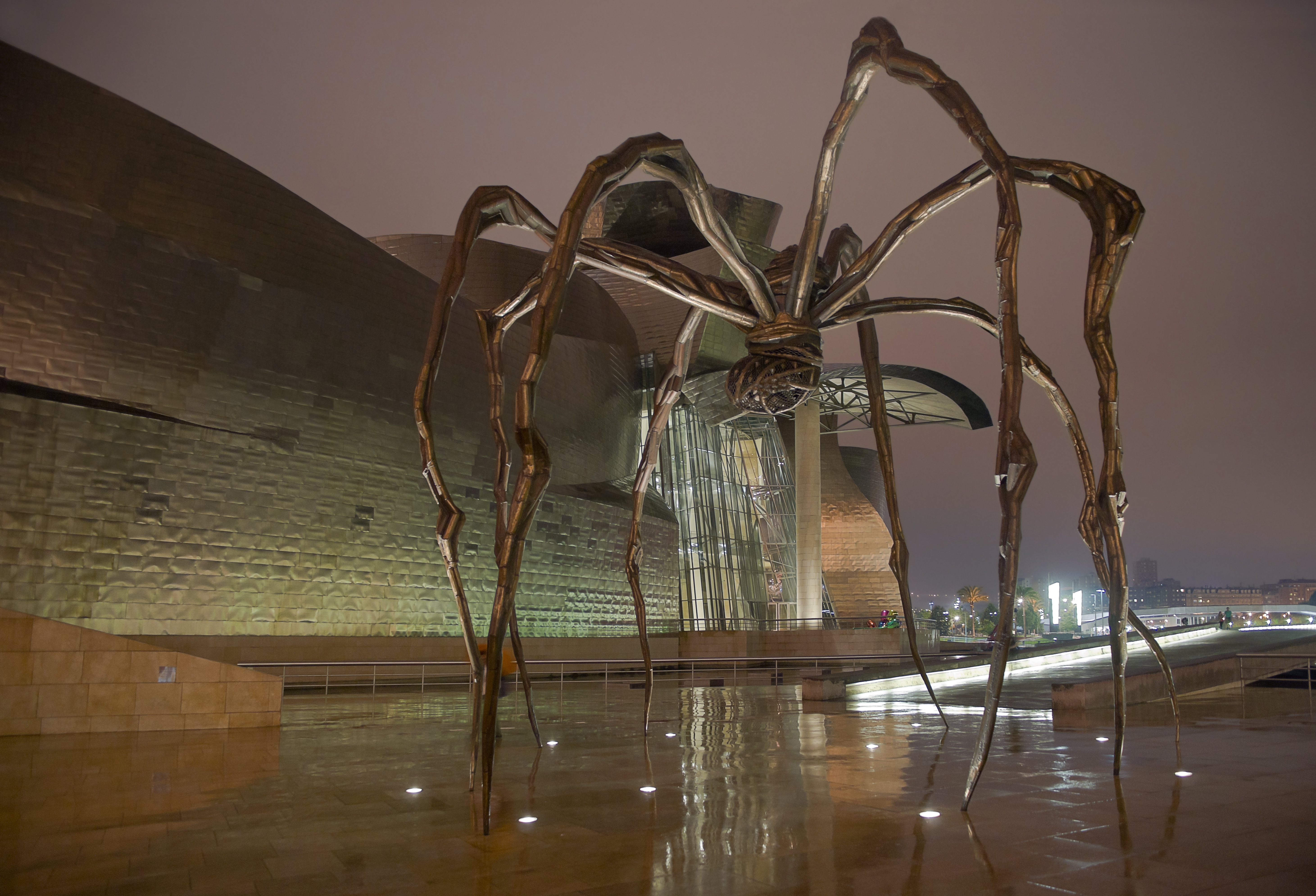
Maman (1999), Bilbao, musée Guggenheim.

Le Museum of Modern Art (MoMA) a édité un catalogue raisonné de l'œuvre gravé de Louise Bourgeois.
- 1964 : The Red Room.
- 1968 : Fillette, sculpture.
- 1969 : Cumul I.
- 1974 : La Destruction du père (en), qui marque une rupture dans sa vie et son œuvre.
- Années 1990 : série Red Rooms.
- 1992 : Precious Liquids, Centre Pompidou, espace cylindrique obscur reconstituant un ancien réservoir de toit.
- 1993 : L'Arc de l'hystérie, sculpture en bronze avec patine au nitrate d'argent, au Centre Pompidou, à Paris.
- 1996 : Les Bienvenus, Choisy-le-Roi, sculpture composée de deux éléments suspendus dans un tilleul, dans le parc de la mairie[44].
- 1997 : Spider.
- 1997 : Toi et moi, sculpture murale en aluminium poli, à la BNF François-Mitterrand, Paris.
- 1998 : Sans titre, encre rouge et crayon sur papier, à la Kunsthalle de Bielefeld.
- 1999 : Maman, sculpture en bronze avec platine au nitrate d'argent.
- 2001 : The Trauma of Abandonment[45], livre textile, impressions digitales sur textile de photographies anciennes de familles récupérées, addition de broderies au fil rouge, collages de tissus, texte brodé au fil rouge, édition unique.
- 2001-2004 : mobilier du couvent d'O (des Récollets) à Bonnieux (Lubéron, Vaucluse) : bénitier 2001, Vierge à l'Enfant 2001, The Cross la croix 2002, confessionnal…
- 2002 : Ode à la Bièvre[46], livre textile, Lithographie, collages, autres, collection MoMA.
- 2002 : Ode à l'oubli[43], collages de tissus, encre, lithographie, couture, collection MoMA.
- 2006 : Hours of the Day[47], livre textile, Impression digitale, collection MoMA.
- 2006 : The Laws of Nature[48], livre textile, Pointe sèche, collection MoMA.
- 2009-2010 : To Whom It May Concern[42], livre textile illustré par l'artiste, impression digitale, collection MoMA.

### Récompenses
- 1999 : Lion d'or de la Biennale de Venise pour l'ensemble de son œuvre[4].
- En 2009, elle est honorée par le National Women's Hall of Fame, ainsi que neuf citoyennes américaines, pour avoir marqué l'histoire des États-Unis.
- En 2009, elle est honorée à New York par le Collège de 'Pataphysique de l'ordre de la Grande Gidouille remis par Fernando Arrabal en tant que « Commandeur exquis ».

## Hommages
- En 1972, elle est incluse dans la partie centrale de Some Living American Women Artists, un collage féministe de Mary Beth Edelson[49].
- En 2011, la rue Louise-Bourgeois est créée dans le 13e arrondissement de Paris.
- Durant quelques mois, en 2010 et 2011, une rue d'Antony, ville où elle a vécu, a porté son nom[50].
- Une résidence universitaire du CROUS de Versailles située à Antony porte son nom (résidence Louise Bourgeois).
- Le 7 octobre 2016, le conseil municipal de Nantes attribue son nom à l'une des allées desservant la future École supérieure des beaux-arts, sur l'île de Nantes[51].
- Le 15 mars 2019, l'université Bordeaux-Montaigne renomme un amphithéâtre à son nom[52].
- Une rue porte son nom dans le quartier de Château-Malo à Saint-Malo.
- Pour son 10e album, l'artiste Kanye West utilise une peinture tirée de la série d'œuvres Les têtes bleues et les femmes rouges pour la couverture de celui-ci, nommé d'après le nom de feue sa mère : Donda.

## Publications
- Destruction du père, reconstruction du père. Écrits et entretiens 1923-2000, éd. Daniel Lelong  (ISBN 978-2-86882-046-4).
- He Disappeared into Complete Silence, éd. Dilecta, 1947, rééd. 2008  (ISBN 978-2-916275-36-9)
- Moi, Eugénie Grandet, précédé d'un essai de Jean Frémon « Cabinet des Lettrés », éd. Gallimard, 2010  (ISBN 978-2-07013-101-3).